# Венцель фон Мартіна
Венцель фон Мартіна (нім. Wenzel von Martina) — президент Герцогства Буковина (26 березня 1861 р. — 2 травня 1862 р.)
Не був обізнаний з краєм, керувався порадами радників. Структура тогочасного апарату складалась із німців та румунів. В цей період представникам румунів вдається налагодити організацію власних органів. Протягом його керівництва буковинці брали участь в австро-прусській війні.